# Artem Bondarenko
Artem Jurijowycz Bondarenko (ukr. Артем Юрійович Бондаренко, ur. 21 sierpnia 2000 w Czerkasach) – ukraiński piłkarz występujący na pozycji ofensywnego pomocnika w FK Mariupol.

## Kariera klubowa
Wychowanek Szkoły Sportowej w Czerkasach oraz klubów Dnipro Dniepropetrowsk, Dnipro-80 Czerkasy, Olimpijski Koledż im. Piddubnego Kijów i Szachtar Donieck, barwy których bronił w juniorskich mistrzostwach Ukrainy (DJuFL). Karierę piłkarską rozpoczął 1 marca 2020 w podstawowym składzie donieckiego Szachtara w meczu z Worskłą Połtawa (0:1). 6 sierpnia 2020 został wypożyczony do FK Mariupol.

## Kariera reprezentacyjna
Występował w juniorskiej i młodzieżowej reprezentacjach Ukrainy.

## Sukcesy i odznaczenia

### Sukcesy klubowe
Szachtar Donieck
- mistrz Ukrainy: 2022/23

### Sukcesy reprezentacyjne
Ukraina U-21
- brązowy medalista Mistrzostw Europy U-21: 2023